# Савинич, Ян
Ян Сави́нич (пол. Jan Sawinicz, род. 1811 г. — ум. после 1883) — русско-польский писатель

, профессор русского языка в Варшавской главной школе.
Он напечатал: «Polskaja gramatika» (СПб., 1833), начал издавать «Słownik polsko-rossyjski» (В., 1866) и обработал русский отдел в польской «Энциклопедии» Оргельбрандта.
Вместе с Тадеушем Ладой Заблоцким организовал в среде студентов-поляков тайное «Общество любителей отечественной словесности».